# Keude Krueng Geukueh
Keude Krueng Geukueh is een bestuurslaag in het regentschap Aceh Utara van de provincie Atjeh, Indonesië. Keude Krueng Geukueh telt 3327 inwoners (volkstelling 2010).